# El Pilar (Sucre)
Pour l’article homonyme, voir El Pilar.

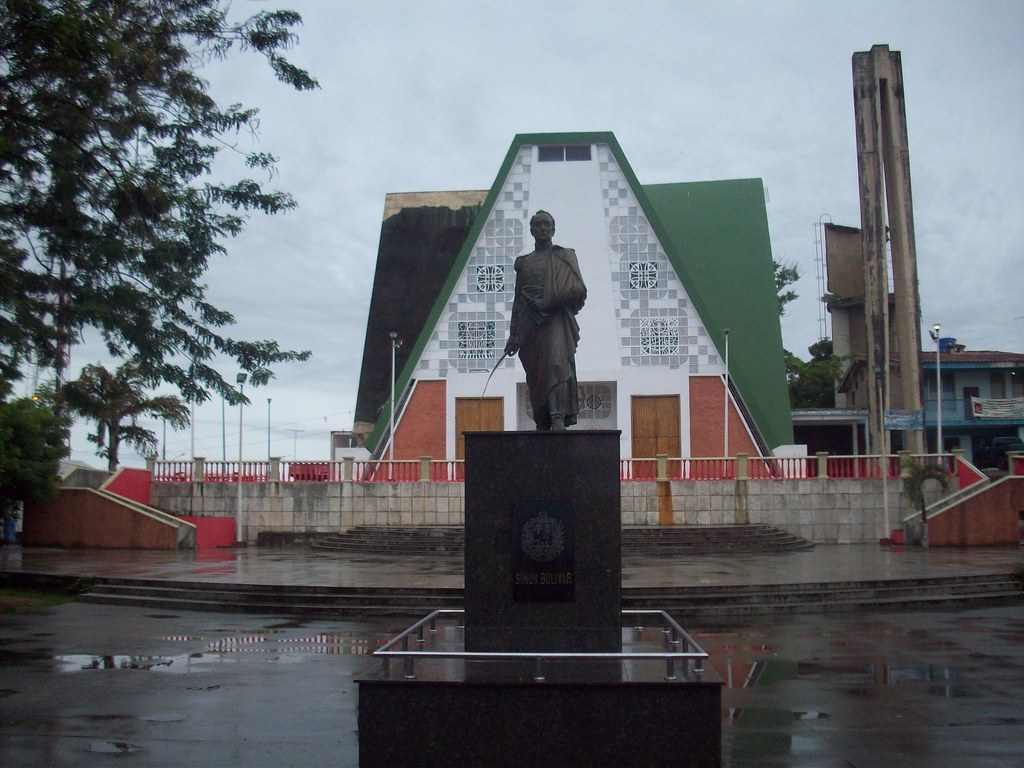

El Pilar est le chef-lieu de la municipalité de Benítez dans l'État de Sucre au Venezuela.

## Personnalité liée à la commune
- Hector Abdelnour (1921 - 2002), officier militaire de la marine vénézuélienne